# Thomas Loose
Thomas Loose (Bottrop, 19 de enero de 1964) es un deportista alemán que compitió en piragüismo en la modalidad de eslalon. Ganó cuatro medallas en el Campeonato Mundial de Piragüismo en Eslalon entre los años 1987 y 1991.

## Palmarés internacional
| Representando a la RFA   |                               |                   |                |
| Campeonato Mundial       |                               |                   |                |
| Año                      | Lugar                         | Medalla           | Competición    |
| 1987                     | Bourg-Saint-Maurice (Francia) | Medalla de bronce | C2 por equipos |
| 1989                     | Río Savage (Estados Unidos)   | Medalla de oro    | C2 individual  |
| 1989                     | Río Savage (Estados Unidos)   | Medalla de bronce | C2 por equipos |
| Representando a Alemania |                               |                   |                |
| Campeonato Mundial       |                               |                   |                |
| Año                      | Lugar                         | Medalla           | Competición    |
| 1991                     | Tacen (Yugoslavia)            | Medalla de bronce | C2 por equipos |